# Zářič
Zářič, cizím slovem radiátor je předmět, zařízení nebo látka, obdařená schopností vyzařovat.

## Rozdělovací hlediska
Podle druhu vyzařované energie nebo částic lze zářiče dělit např. na
- rádiové (anténa),
- tepelné (infračervená lampa,),
- světelné (světelné zdroje),
- radioaktivní (izotopové zářiče α, β, γ záření).

Podle vzniku je lze dělit na přirozené a umělé.
Přirozené zářiče nebyly vytvořeny člověkem a vyskytují se volně v přírodě. Patří k nim různá tělesa a látky všech velikostí, např. v makrokosmickém měřítku hvězdy, v mikrokosmickém atomy radioaktivních prvků.
Umělé zářiče vznikly jako záměrně vytvořená technická zařízení. Patří k nim umělé zdroje světla, zdroje tepelného záření, antény, rentgenky, medicínské gamazářiče a mnoho dalších.
Podle účelu lze umělé zářiče dělit na technické (pro výrobní a technologické účely), zdravotnické, komunikační a zářiče upravující prostředí pro život člověka (světlo, teplo). 

## Terminologie
Slovo zářič nebo radiátor by mělo být přednostně používáno pro zařízení, jehož hlavním účelem je vyzařování. Často však dochází ke zmatení pojmů. Např. pojem radiátor se nesprávně používá pro těleso teplovodního topení, což je typický konvektor, tedy zařízení pro předávání tepla prouděním. To se týká vnitřního i vnějšího povrchu konvektoru. Radiační složka je u něj až na druhém místě.

## Technické souvislosti
Vyzařovanou energií zářiče se obvykle rozumí elektromagnetické vlny nebo částice (fotony). Mohou mít různou energii a kmitočet. Vyzařovaná energie je buď rozprostřena po úseku spektra (spektrální zářiče) nebo soustředěna na některé kmitočty.
Protože samotné zářiče jsou obvykle buď všesměrové nebo vícesměrové, upravuje se jejich vyzařovací charakteristika pomocí odchýlení, odrazu a clonění vyzařované energie. Odpovídající pomocná zařízení se pak nazývají refraktory, reflektory a clony.
Radioaktivní izotopové zářiče využívají jako zdroje částic přírodní nebo uměle vytvořené izotopy prvků s krátkým poločasem rozpadu. Podle převažujícího druhu vyzařovaných částic se dělí na
- alfa zářiče s α-částicemi
- beta zářiče s β-částicemi
- gama zářiče s γ-částicemi

Nežádoucí druhy částic jsou omezeny či eliminovány vhodnou volbou izotopu, ohybu svazku elektrickým polem a stíněním. Protože zejména pro částice s vysokou energií je obtížné tvarování vycházejícího svazku paprsků metodami používanými pro nízkoenergetické záření, uplatňují se ve významné míře pohlcující clony.

## Příklady

### Yagiho anténa
Příkladem selektivního směrového zářiče elektromagnetických rádiových vln o jednom kmitočtu může být tzv. Yagiho anténa, zkráceně zvaná „Yagi“. Jejím zářičem je část zvaná dipól. Do dipólu se přivádí kabelem energie v podobě vysokofrekvenčního střídavého proudu a napětí. Odražečem neboli reflektorem jsou delší prvky za dipólem, směrem od hlavního směru vyzařování. Direktorem jsou kratší prvky před dipólem ve směru vyzařování.

### Osvětlovací těleso
Osvětlovací těleso je název pro některé druhy svítidel. Je to příklad světelného zářiče určeného pro osvětlovací účely. Zářičem je světelný zdroj. Ten je doplněn dalšími díly potřebnými pro fungování svítidla. 
Reflektor odráží světlo ze směrů, do nichž svítidlo nemá svítit, a směruje je do požadovaného směru pomocí fyzikálního jevu odrazu, reflexe. Bývá tvořen vyleštěnou kovovou nebo pokovenou plochou nebo též jen bíle natřeným plechem apod.
Refraktor usměrňuje a rozptyluje světlo zářiče (zdroje) tak, aby výsledná směrová vyzařovací křivka svítidla měla požadovaný průběh, a také aby byl snížen jas zdroje na hodnoty přijatelné pro lidské oko. Refraktorem bývají různá tvarovaná průhledná, rastrová nebo matovaná skla, baňky, válce, čočky, průsvitné kotouče, mezikruží, mřížky a mnoho jiných průsvitných a průhledných předmětů tvořících optickou část svítidla. Využívá se jevů refrakce - lomu světla.
Difuzor rozptyluje světlo tak, aby svítidlo působilo jako plošný zdroj světla. Zpravidla je konstruován jako kryt z opálového (mléčně zakaleného) skla nebo plastu. Difuzor úplně zakrývá světelné zdroje, většinou také chrání světelný zdroj před mechanickým poškozením, znečištěním a vlhkostí.